# Eux sur la photo
 (juin 2013).
Si vous disposez d'ouvrages ou d'articles de référence ou si vous connaissez des sites web de qualité traitant du thème abordé ici, merci de compléter l'article en donnant les références utiles à sa vérifiabilité et en les liant à la section « Notes et références ».
Eux sur la photo est un roman d'Hélène Gestern publié en 2011 aux éditions Arléa.

## Histoire
Hélène, jeune femme de trente-huit ans, cherche la vérité sur sa mère. Elle ne garde d'elle qu'une photographie, où elle apparaît en compagnie de deux hommes à Interlaken, en Suisse. Par le biais d'une petite annonce dans le journal, elle retrouve Stéphane, homme de quarante ans qui étudie les arbres en Angleterre et qui est le fils d'un de ces deux hommes. Une correspondance assidue s'établit entre eux et peu à peu, ils parviennent à reconstituer le puzzle de l'histoire de leurs familles.

## Forme
Eux sur la photo est un roman épistolaire semé de descriptions de photographies.

## Prix
- 2012 : Prix "Coup de cœur des lycéens" de la Fondation Prince Pierre de Monaco[1].
- 2012 : Prix René-Fallet[2].
- 2012 : Prix premier roman de Culture et bibliothèques pour tous de la Sarthe[3].